# Confederação Mahan
A Confederação Mahan ( 마한 ) foi uma federação de 54 cidades estados que existiam no sudoeste da Península Coreana, nas costas do Mar Amarelo . Mahan foi um dos Samhan (ou "Três Hans"), juntamente com Byeonhan (ou Pyonhan) e Jinhan ( ou Chinhan) 